# Tirreno-Adriatico 1978
Tirreno-Adriatico 1978 est la 13e édition de la course cycliste par étapes italienne Tirreno-Adriatico. L’épreuve se déroule sur six étapes (dont un prologue) entre le 11 et le 16 mars 1978, sur un parcours final de 864 km.
Le vainqueur de la course, après les six victoires consécutives de Roger De Vlaeminck, est l'Italien Giuseppe Saronni (Scic). 

## Classements des étapes
| Étape | Date    | Villes étapes                         | km    | Vainqueur d’étape         | Leader du classement général |
| ----- | ------- | ------------------------------------- | ----- | ------------------------- | ---------------------------- |
| Pr.   | 11 mars | Santa Marinella - Santa Severa (clm)  | 8,0   | Giuseppe Saronni (ITA)    | Giuseppe Saronni (ITA)       |
| 1     | 12 mars | Santa Marinella - Ferentino           | 198,0 | Vittorio Algeri (ITA)     | Giuseppe Saronni (ITA)       |
| 2     | 13 mars | Cassino - Paglieta                    | 200,0 | Franco Bitossi (ITA)      | Giuseppe Saronni (ITA)       |
| 3     | 14 mars | Paglieta - Col de San Giacomo         | 174,0 | Josef Fuchs (SUI)         | Giuseppe Saronni (ITA)       |
| 4     | 15 mars | Corropoli - Civitanova Marche         | 193,0 | Palmiro Masciarelli (ITA) | Giuseppe Saronni (ITA)       |
| 5a    | 16 mars | S.B del Tronto - Corropoli            | 73,0  | Rik Van Linden (BEL)      | Giuseppe Saronni (ITA)       |
| 5b    | 16 mars | S.B del Tronto - S.B del Tronto (clm) | 18,0  | Knut Knudsen (NOR)        | Giuseppe Saronni (ITA)       |

## Classement général
|    | Cycliste          | Pays     | Équipe               | Temps            |
| -- | ----------------- | -------- | -------------------- | ---------------- |
| 1  | Giuseppe Saronni  | Italie   | Scic                 | 22 h 08 min 46 s |
| 2  | Knut Knudsen      | Norvège  | Bianchi              | + 12 s           |
| 3  | Francesco Moser   | Italie   | Sanson               | + 45 s           |
| 4  | Josef Fuchs       | Suisse   | Fiorella             | + 52 s           |
| 5  | Michel Pollentier | Belgique | Flandria-Velda       | + 1 min 26 s     |
| 6  | Alfredo Chinetti  | Italie   | Selle Royal-Inoxpran | + 1 min 45 s     |
| 7  | Fausto Bertoglio  | Italie   | Selle Royal-Inoxpran | + 2 min 02 s     |
| 8  | Wladimiro Panizza | Italie   | Vibor                | + 2 min 03 s     |
| 9  | Johan De Muynck   | Belgique | Bianchi              | + 2 min 18 s     |
| 10 | Bruno Wolfer      | Suisse   | Zonca                | + 2 min 39 s     |